# Arhopala anthelius
Arhopala anthelius är en fjärilsart som beskrevs av Otto Staudinger 1888. Arhopala anthelius ingår i släktet Arhopala och familjen juvelvingar. Inga underarter finns listade i Catalogue of Life.